# Rockmond Dunbar

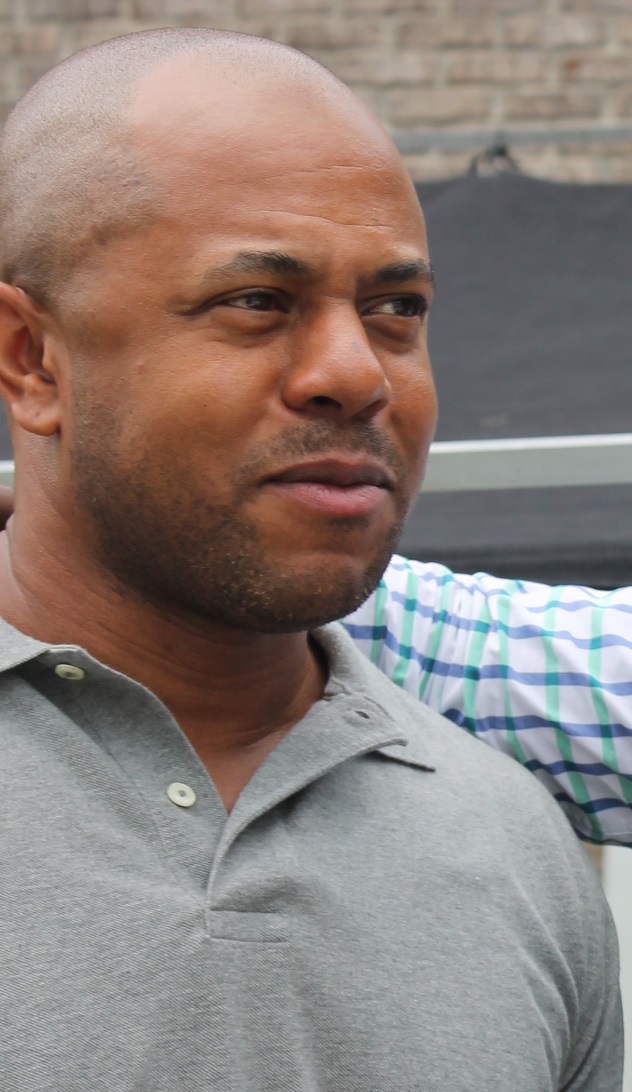
Rockmond Dunbar (2014)

Rockmond Dunbar (* 11. Januar 1973 in Oakland, Kalifornien) ist ein US-amerikanischer Schauspieler mit nigerianischen Wurzeln. Bekannt wurde er durch die Rolle des Häftlings Benjamin Miles „C-Note“ Franklin in der US-Serie Prison Break.

## Leben
Dunbar war von 2003 bis 2006 mit Ivy Holmes verheiratet. Am 30. Dezember 2012 heiratete er auf Jamaika die Schauspielerin und Autorin Maya Gilbert. Am 6. Dezember 2013 kam die gemeinsame Tochter zur Welt.
Nach einer DNS-Analyse wurde 2015 bekannt, dass Dunbar Angehöriger der Yoruba ist, eines Stammes in Nigeria. Bei seinem Besuch in Nigeria bekam er den Yorubanamen Omobowale (eine Variante des Namens Omowale), was in etwa Unser Sohn ist nach Hause gekommen bedeutet.

## Karriere
Seine erste große Rolle hatte er in der Dramaserie Soul Food als Kenny Chadway. Dunbar hatte auch noch Gastauftritte in Felicity, Pretender, Ein Trio zum Anbeißen, Grey’s Anatomy, North Shore, CSI: Miami und Girlfriends. In der sechsten Staffel der Krimiserie The Mentalist hatte Dunbar zuerst eine wiederkehrende Nebenrolle inne, welche später zu einer Hauptrolle ausgebaut wurde.
In der US-Serie Prison Break spielte er C-Note, einen Mitinhaftierten und einen der Ausbrecher.
Außerdem hatte er auch einige Filmrollen wie in Punks, Misery Loves Company, Sick Puppies, Whodunit, All About You, Kiss Kiss, Bang Bang, The Family That Preys und Alien Raiders.

## Filmografie

### Als Schauspieler
- 1993: Misery Loves Company
- 1994–1995: Earth 2 (Fernsehserie, 20 Episoden)
- 1996: Lazarus Man (The Lazarus Man, Fernsehserie, Episode 1x17)
- 1997: The Good News (Fernsehserie, 2 Episoden)
- 1998: The Wayans Bros. (Fernsehserie, Episode 4x13)
- 1998: Ein Trio zum Anbeißen (Two Guys and a Girl, Fernsehserie, Episode 2x04)
- 1999: Pacific Blue – Die Strandpolizei (Pacific Blue, Fernsehserie, Episode 4x14)
- 1999: Practice – Die Anwälte (The Practice, Fernsehserie, Episode 3x21)
- 1999: Pretender (The Pretender, Fernsehserie, Episode 3x20)
- 1999: Felicity (Fernsehserie, Episode 2x04)
- 2000: Punks
- 2000: G vs E (Fernsehserie, Episode 2x02)
- 2000–2004: Soul Food (Fernsehserie, 74 Episoden)
- 2001: All About You
- 2003–2004: Girlfriends (Fernsehserie, 4 Episoden)
- 2004: North Shore (Fernsehserie, Episode 1x06)
- 2004: Hollywood Division (Fernsehfilm)
- 2005: Kiss Kiss, Bang Bang
- 2005: Head Cases (Fernsehserie, 2 Episoden)
- 2005–2017: Prison Break (Fernsehserie, 39 Episoden)
- 2006: Dirty Laundry
- 2007: Heartland (Fernsehserie, 8 Episoden)
- 2007: Shark (Fernsehserie, Episode 2x06)
- 2007: Grey’s Anatomy (Fernsehserie, Episode 4x07 Die richtige Chemie)
- 2007: CSI: Miami (Fernsehserie, Episode 6x11 Guerillas im Nebel)
- 2008: The Family That Preys
- 2008: Alien Raiders
- 2008: Jada
- 2009: Pastor Brown
- 2009–2015: The Game (Fernsehserie, 19 Episoden)
- 2010: Love Chronicles: Secrets Revealed
- 2010: Private Practice (Fernsehserie, Episode 4x06 Familiensache)
- 2010: The Defenders (Fernsehserie, Episode 1x08)
- 2010: Terriers (Fernsehserie, 11 Episoden)
- 2011: The Chicago Code (Fernsehserie, Episode 1x05)
- 2011: The Closer (Fernsehserie, Episode 7x01)
- 2011: The Truth (Kurzfilm)
- 2011–2013: Sons of Anarchy (Fernsehserie, 29 Episoden)
- 2012: A Taste of Romance (Fernsehfilm)
- 2012: Echo at 11 Oak Drive
- 2012: Raising Izzie (Fernsehfilm)
- 2012–2013: For Richer or Poorer (Fernsehserie, 6 Episoden)
- 2013: Highland Park
- 2013: Doubt (Fernsehfilm)
- 2013–2015: The Mentalist (Fernsehserie, 29 Episoden)
- 2014: More to Love
- 2014: Envy or Greed (Kurzfilm)
- 2015: Love Is a Four-Letter Word (Fernsehfilm)
- 2015: Curveball
- 2016: Fate (Kurzfilm)
- 2016–2017: The Path (Fernsehserie, 22 Episoden)
- 2017: The Cheaters Club
- 2017: Scorpion (Fernsehserie, 3 Episoden)
- 2018: Am Rande der Angst (Edge of Fear)
- 2018: City of Lies
- 2018–2021: 9-1-1 (Fernsehserie, 45 Episoden)
- 2025: Straw
- 2025: One Spoon of Chocolate

### Als Regisseur
- 2003: The Great Commission
- 2003: Behind the Scenes: The Great Commission (Dokumentarfilm)
- 2009: Pastor Brown
- 2012: Saving Our Daughters PSA (Kurzfilm)
- 2013: The Get Away (Kurzfilm)

### Als Drehbuchautor
- 2009: Friends of Dorothy (Kurzfilm)
- 2012: Saving Our Daughters PSA (Kurzfilm)
- 2012: For Richer or Poorer (Fernsehserie, Episode 1x02)

## Auszeichnungen (Auswahl)
Gewonnen
- 2002: Black Reel Award in der Kategorie Bester unabhängiger Schauspieler für Punks

Nominiert
- 2008: NAACP Image Award in der Kategorie Bester Nebendarsteller für Sons of Anarchy
- 2012: NAACP Image Award in der Kategorie Bester Schauspieler in einem Fernsehfilm, Miniserie oder Special für Raising Izzie
- 2013: Black Reel Award in der Kategorie Bester Schauspieler in einem Fernsehfilm oder Miniserie für Raising Izzie